# Zanîvske, Ratne
Zanîvske (în ucraineană Занивське) este un sat în comuna Samarî din raionul Ratne, regiunea Volînia, Ucraina.

## Demografie
Componența lingvistică a localității Zanîvske
     Ucraineană (99,24%)
     Alte limbi (0,76%)
Conform recensământului din 2001, majoritatea populației localității Zanîvske era vorbitoare de ucraineană (99,24%), existând în minoritate și vorbitori de alte limbi.